# Bran Van 3000
I Bran Van 3000 (conosciuti anche come Bran Van e BV3) sono un collettivo musicale di Montréal formato nel 1995 dal DJ James Di Salvio che riunì attorno a sé un gruppo di circa venti musicisti canadesi fra cui le tre cantanti soul Stephane Moraille, Sarah Johnston e Jayne Hill e il rapper Steve "Liquid" Hawley.

## Storia
I Bran Van 3000 pubblicarono il loro primo singolo, Drinking in L.A., nel febbraio 1997 per la Audiogram Records. Nell'aprile dello stesso anno uscì il loro primo album, Glee contenente 17 tracce di cui una interamente in francese. L'album fu disco d'oro in Canada nel 1998 e vinse un Juno Awards come "Best Alternative Album". Il singolo Drinking in L.A. fu anche inserito nella colonna sonora del film Scherzi del cuore.
Nel marzo 1998, sull'onda del successo in patria Glee venne pubblicato in edizione internazionale con alcune modifiche, e parallelamente fu pubblicato il secondo singolo Afrodiziak in cui i Bran Van 3000 duettavano con il gruppo hip pop statunitense Gravediggaz. Il disco ottenne un buon riscontro di critica e pubblico anche all'estero, in particolare grazie al singolo Drinking in L.A. che nel luglio 1998 raggiunse la posizione 36 nella U.K. Top 40 chart, diventando la loro prima hit internazionale. Nell'agosto 1999 il singolo fu ripubblicato dopo che la canzone fu inserita in un popolare spot televisivo per Rolling Rock e arrivò sino al 3º posto in classifica. L'ultimo singolo estratto dall'album è Couch Surfer.
Nell'estate 2001, i Bran Van 3000 pubblicarono l'album Discosis etichettato dalla Virgin Records, lanciato dal singolo "Astounded" che fu anche l'ultima canzone registrata da Curtis Mayfield prima di morire. La produzione fu affidata a Mike D, rapper, produttore discografico statunitense e componente fisso del gruppo hip hop statunitense dei Beastie Boys. Collaborarono all'album anche il cantante senegalese Youssou N'Dour e l'artista reggae Eek-a-Mouse.
Dopo una pausa di sei anni, nel 2007 il gruppo ha pubblicato il suo terzo album di studio, Rosé, etichettato dalla Remstar Records. Il disco, autoprodotto da James Di Salvio e Sara Johnston, ha visto la collaborazione di Fat Lip, Max-A-Million, Swanza, Chris Opperman, Noel Osborne e altri. L'album fu registrato a Los Angeles nello studio dei Depeche Mode ed a Hollywood allo studio di Steve Vai. L'album debuttò nelle classifiche canadesi alla numero 9 l'8 novembre 2007. Il primo singolo estratto dall'album è Call Me (I'll Be Around), che fu lanciato nelle radio canadesi il 4 ottobre 2007. Il 1º luglio 2008 il gruppo si riunì per il Festival International de Jazz de Montréal, suonando tracce da Rosé e alcune hit precedenti, di fronte ad una folla di 125,000 persone.

## Stile musicale
Quella dei Bran Van 3000 è una "coraggiosa" e "vertiginosa" fusione di hip hop, electronica e rock alternativo, che cita pressoché ogni sottogenere della musica popolare quali il rock, la musica da ballo elettronica, il folk e il French pop. Oltre alla forte componente hip hop, altri comuni denominatori del collettivo sono il consistente uso del campionatore, il formato della ballata e la presenza di numerose voci in ogni loro brano come quella rude di Di Salvio, quella rap e aggressiva di Steve Hawley e quelle di impostazione soul di varie cantanti femminili. Il profilo a loro dedicato su Ondarock dichiara che "I Bran Van 3000 hanno insegnato a mangiare un hamburger con Pepsi, come fosse caviale con champagne." Vengono anche citati anche come artisti del pop, del rock e della dance alternativi.

## Formazione

### Membri del gruppo
- E.P. Bergen
- John Kastner
- Sara Johnston
- Jamie Di Salvio
- Stephane Moraille
- Jayne Hill
- Steve "Liquid" Hawley
- Rob Joanisse
- Nick Hynes
- Gary McKenzie

### Musicisti
- E.P. Bergen
- Jayne Hill
- Gary McKenzie
- Nick Hynes
- Jamie Di Salvio
- Curtis Mayfield
- Chaki
- Sara Johnston
- Rob Joanisse
- Jim Lea
- Noddy Holder
- Adam Chaki
- Aria Di Salvio
- Dominique Grand
- Jean-Yves Leloup
- Jean Leloup
- Youssou N'Dour

## Discografia

### Album studio
- 1997 - Glee
- 2001 - Discosis
- 2007 - Rosé
- 2010 - The Garden

### Singoli
- 1998 - Drinking in L.A.
- 1998 - Afrodiziak
- 1999 - Couch Surfer
- 2001 - Astounded
- 2007 - Call Me (I'll Be Around)
- 2010 - Grace (Love on the Block)

### EP
- 1998 - Drinking in L.A.
- 1998 - Afrodiziak
- 2001 - Astounded